# Marie-Thérèse Colimon Hall
Pour les articles homonymes, voir Colimon.
Marie-Thérèse Colimon Hall, née le 11 avril 1918 à Port-au-Prince et morte en avril 1997, est une enseignante, féministe, poétesse, dramaturge et écrivaine haïtienne.

## Formation
Après des études secondaires où ses professeurs lui donneront une solide éducation civique et morale, un sens du devoir et de l'éthique professionnelle qui allaient marquer toute sa carrière d'enseignante, Marie-Thérèse Colimon Hall entre à l'École Normale d'Institutrices de Port-au-Prince.

## Littérature
Très tôt, elle fut attirée par la lecture et la littérature. Passion dévorante dans une famille empreinte de culture. Dans Mémoire de femmes, elle écrit : « toute ma vie a été remplie de littérature. Ce fut pour moi une passion dévorante dès ma plus tendre enfance, plus précisément dès l'âge de dix ans. Je publiais même à cette époque une petite revue que j'écrivais en entier, que j'illustrais moi-même en couleur, dont je cousais les pages et que je distribuais à mes frères, sœurs, amies et camarades. Il faut avouer que mes parents me soutenaient dans ma vocation, j'étais très bien entourée et je lisais énormément. » Elle a néanmoins la crainte d'un regard sévère de son père qui pourrait se formaliser que sa fille, une jeune fille « comme il faut », ne connaisse encore l'amour qu'à travers ces poètes romantiques qu'elle chérit (Victor Hugo, Alfred de Musset, Alfred de Vigny, Charles Baudelaire, Paul Verlaine ou Arthur Rimbaud). Sous le pseudonyme de « Marie Bec », elle publie ses premiers poèmes.
Afin de parfaire son éducation, Marie-Thérèse Colimon étudie successivement à Bruxelles, à Londres, à Hambourg et surtout au Centre de Formation Pédagogique de France où naît cette vocation qui l'orientera plus tard vers le créneau de l'Éducation Pré-Scolaire. Elle fondera la section haïtienne de l'OMEP (l'Organisation mondiale pour l'éducation préscolaire).
Ses romans, ses poésies et ses pièces de théâtre, portent son regard d'observatrice sur son peuple haïtien qui lutte contre la pauvreté et le dure labeur des travailleurs haïtiens à leur travail, comme en témoignent par exemple son roman Les Fils de Misère . Sa collection d'histoires courtes, (tel que Le Chant des Sirènes) explore l'impact douloureux de la diaspora haïtienne à la fois sur les individus en exil et la communauté haïtienne.

## Éducation
De retour à Haïti, elle fonde en 1940 avec sa sœur Raymonde, devenue Madame Jean Boisson, institutrice comme elle, le Collège Colimon-Boisson, une école primaire et secondaire dont Raymonde Colimon Boisson assumera la direction.
En 1977, elle publie un article « Plaidoyer pour l'école maternelle populaire » dans la revue Conjonction, no 133 (mars-avril 1977).

## Féministe
En 1950, elle participe au Congrès national des femmes haïtiennes du 11 avril 1950. Elle présente un essai sur le rôle de la femme dans la société haïtienne L'émancipation de la jeune fille (êtes-vous pour ou contre ?). Elle participe à l'écriture de Femmes haïtiennes, publiée par La Ligue féminine d'action sociale (Collectif) à Port-au-Prince, aux éditions Henri Deschamps en 1953. Elle est présidente de La Ligue féminine d'action sociale de 1960 à 1971.

## Œuvres
- 1949 : La Fille de l'esclave, pièce « patriotique » en trois actes pour jeunes filles. Port-au-Prince, éditions Dandin Frères ;
- 1949 : Le Chant du musicien, féerie en 3 actes et 8 tableaux avec chœurs et ballets ;
- 1955 : Marie-Claire Heureuse, drame historique en 4 tableaux et un prologue ;
- 1962 : Luciole, drame en 3 actes
- 1973 : La Source, conte de Noël, Port-au-Prince, Ateliers Fardin ;
- 1973 : Mon cahier d'écritures, choix de poèmes. Port-au-Prince, Ateliers Fardin ;
- 1974 : Haïtiennes d'autrefois, ou Le Message des aïeules, sketch historique en 3 tableaux.
- 1974 : Fils de misère. Port-au-Prince, éditions Caraïbes (ASIN B0014MLG42) ;
- 1979 : Le Chant des Sirènes, Port-au-Prince, éditions du Soleil ;
- Sans date : Au Pipirite Chantant, recueil de poèmes mise en musique par Angel Mendez, destiné à enseigner le chant au jardin d'enfants.

## Distinctions
- 1975 : Prix littéraire France-Haïti, pour Fils de misère.